# Oh, Mando!
Oh, Mando! è una serie televisiva online filippina interpretata da Kokoy de Santos, Alex Diaz e Barbie Imperial. Diretta da Eduardo Roy Jr. e prodotto da Dreamscape Entertainment insieme alla Found Films. È stata presentata in anteprima su iWantTFC il 5 novembre 2020.

## Trama
L'affascinante ma timido studente universitario Mando incontra Barry, un'orgogliosa star del basket che è praticamente un principe da fiaba. L'unica cosa che rovina il lieto fine di Mando è il fatto che Barry ha già un fidanzato. Per andare avanti, Mando esce con la studentessa di architettura Krisha e i due diventano amanti. Un giorno però, Barry torna nella vita di Mando....

## Cast e personaggi

### Principali
- Kokoy de Santos è Armando "Mando" Deputado Jr., uno studente di comunicazioni di massa del primo anno che si trova in una situazione complicata quando i suoi sentimenti romantici per una sua vecchia cotta sbocciano mentre ha una relazione con una ragazza.
- Alex Diaz è Barry Cruz, cotta di Mando e fratello di Krisha.
- Barbie Imperial è Krisha Cruz, fidanzata di Mando e sorella di Barry.

### Secondari
- Marynor Madamesila è Leslie, migliore amica di Mando
- Renzie Aguilar è Vince, migliore amico di Mando
- Dominic Ochoa è Armando "Tatay Armando" Deputado Sr., il padre di Mando
- Andrea del Rosario è Sandra, la madre di Mando
- Dionne Monsanto è Lucy, la fidanzata di Sandra
- Joel Saracho è Mr. Siwa, St. Henry's Theater Advisor
- Almira Muhlach è Pia, la madre di Barry e Krisha
- Pontri Bernardo è Lino, il padre di Barry e Krisha
- Julian Roxas è Clark, il fidanzato di Barry
- Sam Cafranca è Gabo, Tatay Armando's tenant
- Ronald del Rosario è Dado, amico di Tatay Armando
- Z Mejia è Kim Bash, Vince's Korean boyfriend and Clark's side dude
- Ron Martin Angeles è St. Henry's Varsity basketball player, Barry's Teammate
- Vandave Paragas è St. Henry's Varsity basketball player, Barry's Teammate
- Justin Cruz è Glenn
- Ayumi Takezawa è Jane
- Darwin Yu è Aries
- Calvin Wynn Balolong è Baby Armanda
- Jiro Batongbacal è Paulo
- Miguel Villasis è St. Henry's Varsity basketball player, Barry's Teammate

## Produzione
A dirigere la web serie è Eduardo Roy Jr., che è stato anche il regista di diversi film indipendenti filippini come Pamilya ordinaryo, Lola Igna e F#*@bois. La serie è stata pubblicizzata intorno al febbraio 2020 ma la sua produzione è stata ostacolata dopo quattro giorni di riprese poiché è stata imposta una quarantena comunitaria rafforzata a causa della pandemia di COVID-19. La sua produzione è stata successivamente ripresa nel mese di luglio, quando le restrizioni di quarantena erano già state allentate.

## Episodi
| N° | Titolo    | Pubblicazione    |
| -- | --------- | ---------------- |
| 1  | Episode 1 | 5 novembre 2020  |
| 2  | Episode 2 | 12 novembre 2020 |
| 3  | Episode 3 | 19 novembre 2020 |
| 4  | Episode 4 | 26 novembre 2020 |
| 5  | Episode 5 | 3 dicembre 2020  |
| 6  | Episode 6 | 10 dicembre 2020 |

## Colonna sonora
| Canzone                         | Artista                           | Parole e Musica   | Album        | Anno | Note  |
| ------------------------------- | --------------------------------- | ----------------- | ------------ | ---- | ----- |
| Mabagal                         | Daniel Padilla e Moira Dela Torre | Dan Tañedo        | Himig Handog | 2019 | [ 8 ] |
| Arayyy...                       | Mae Rivera                        | Benjamin Carreon  | Arayyy...    | 2000 |       |
| Ikaw na Nga                     | Andrew Florentino                 | Andrew Florentino | -            | 2020 |       |
| Hanggang Matanggap ang Sagot Mo | Andrew Florentino                 | Andrew Florentino | -            | 2020 |       |